# 藍田金融事件
藍田金融事件發生於2001年-2002年的中華人民共和國，是一起經濟犯罪案件，由中央财经大学教授刘姝威利用網路和媒體力量所偵破，事後刘姝威獲中央电视台“2002年经济年度人物”和“感动中国2002年度人物”稱號。

## 事件
蓝田公司是一家農業企業兼營飲料和旅遊，1996年上市， 5年间股本扩张了360 %总资产达 220亿元人民幣，但本質是引入華爾街式的諸多金融詐欺和炒作手法，並結合一些貪官開放地下貸款取得資金，利用當時不完備的股市法規操作。 1998年抗洪救灾时蓝田投放當時視為天價的2億元廣告費，大量主打野藕汁、野莲汁的广告成為一代人的共同記憶。
2001年10月9日到10月26日刘姝威撰写了《应立即停止对蓝田股份发放贷款》的600 字文章，分析其長期研究结果，認為蓝田股價有巨大虛假泡沫，該分析文章只刊印180份於2001年10月26日人民银行总行司局级以上、中央金融工委领导的《金融内参》週報，然而12月23日蓝田突然公告反擊“该文所述完全失实捏造”。请求湖北省洪湖市人民法院判令她“公开赔礼道歉恢复名誉、消除影响赔偿经济损失50万元，并承担全部诉讼费用。” 
刘姝威本人還表示藍田总裁瞿兆玉、副总裁陈行亮曾登門恐嚇，事後並有黑衣人騷擾和寄發威脅信。此事引起政治高層關注反而來自藍田的反擊，因為這證明只有180人有權閱覽的《金融内参》居然被藍田所悉內容。
之後刘姝威公佈长达2万多字的 《蓝田之谜》書籍詳細闡訴她的分析和調查過程反擊，成为媒体聚焦的中心，開始得到了舆论的支持，之後蓝田公司的 10 名經營人员被拘传，股票停牌。